# DeVotchKa

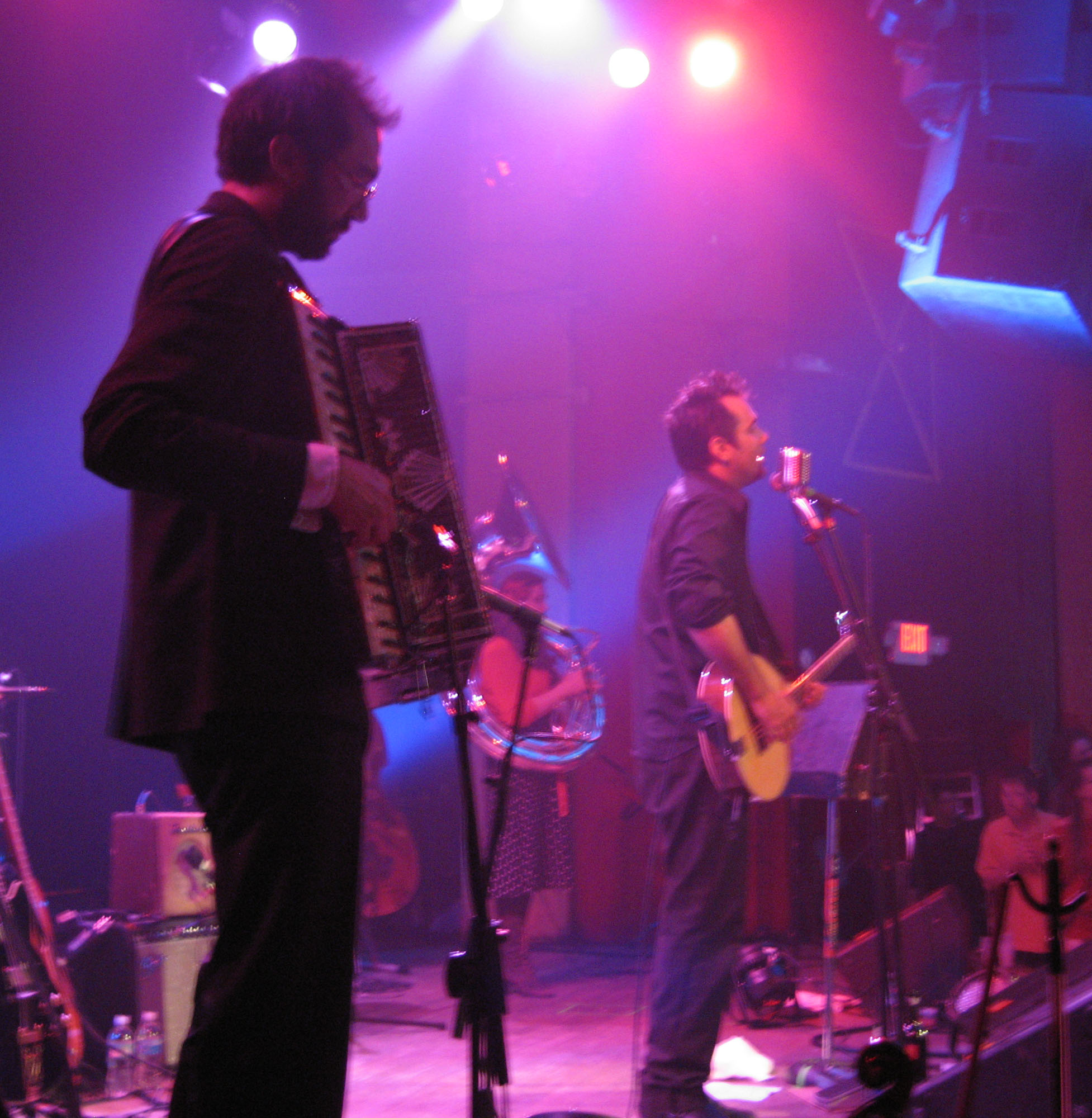
Live in Indianapolis 10 maja 2008 roku.

DeVotchKa – amerykański kwartet wokalno-instrumentalny, łączący w swej twórczości, muzykę różnych kultur, m.in. grecką, słowiańską, rumuńską, oraz wiele innych.
Grupa powstała w mieście Denver w stanie Kolorado. Nazwa zespołu jest transkrypcją rosyjskiego słowa: „девочка”, czyli dziewczyna. Utwory kwartetu zostały wykorzystane w amerykańskim komediodramacie z 2006 roku Mała Miss (Little Miss Sunshine). Ponadto utwór „How it Ends” został wykorzystany w Grze „Gears of War II” oraz w zwiastunie do filmu Wszystko jest iluminacją (Everything is Illuminated).

## Skład zespołu
- Nick Urata – wokal, gitara, fortepian, trąbka...
- Tom Hagerman – skrzypce, akordeon, fortepian
- Shawn King – perkusja, trąbka
- Jeanie Schröder – wokal, kontrabas, organy, akordeon...

## Dyskografia
- SuperMelodrama (2000)
- Triple X Tango (2002)
- Una Volta (2003)
- How It Ends (2004)
- Curse Your Little Heart (2006)
- A Mad & Faithful Telling (2008)
- 100 Lovers (2011)
- This Night Falls Forever (2018)